# 18334 Drozdov
18334 Drozdov este un asteroid din centura principală de asteroizi.

## Descriere
18334 Drozdov este un asteroid din centura principală de asteroizi. A fost descoperit pe 2 septembrie 1987 la Observatorul de Astrofizică din Crimeea de Liudmila Karacikina. Asteroidul prezintă o orbită caracterizată de o semiaxă mare de 2,57 ua, o excentricitate de 0,25 și o înclinație de 4,4° în raport cu ecliptica.